# 1er régiment de marche du 2e étranger
Le 1er régiment de marche du 2e étranger est un régiment formé en 1907 à partir du 2e régiment étranger d'infanterie et destiné à intervenir dans le cadre de la campagne du Maroc.

## Création et différentes dénominations
- 1907 : création à partir d'éléments du 2e régiment étranger d'infanterie
- 1918 : suppression du commandement.

## Liste des chefs de corps

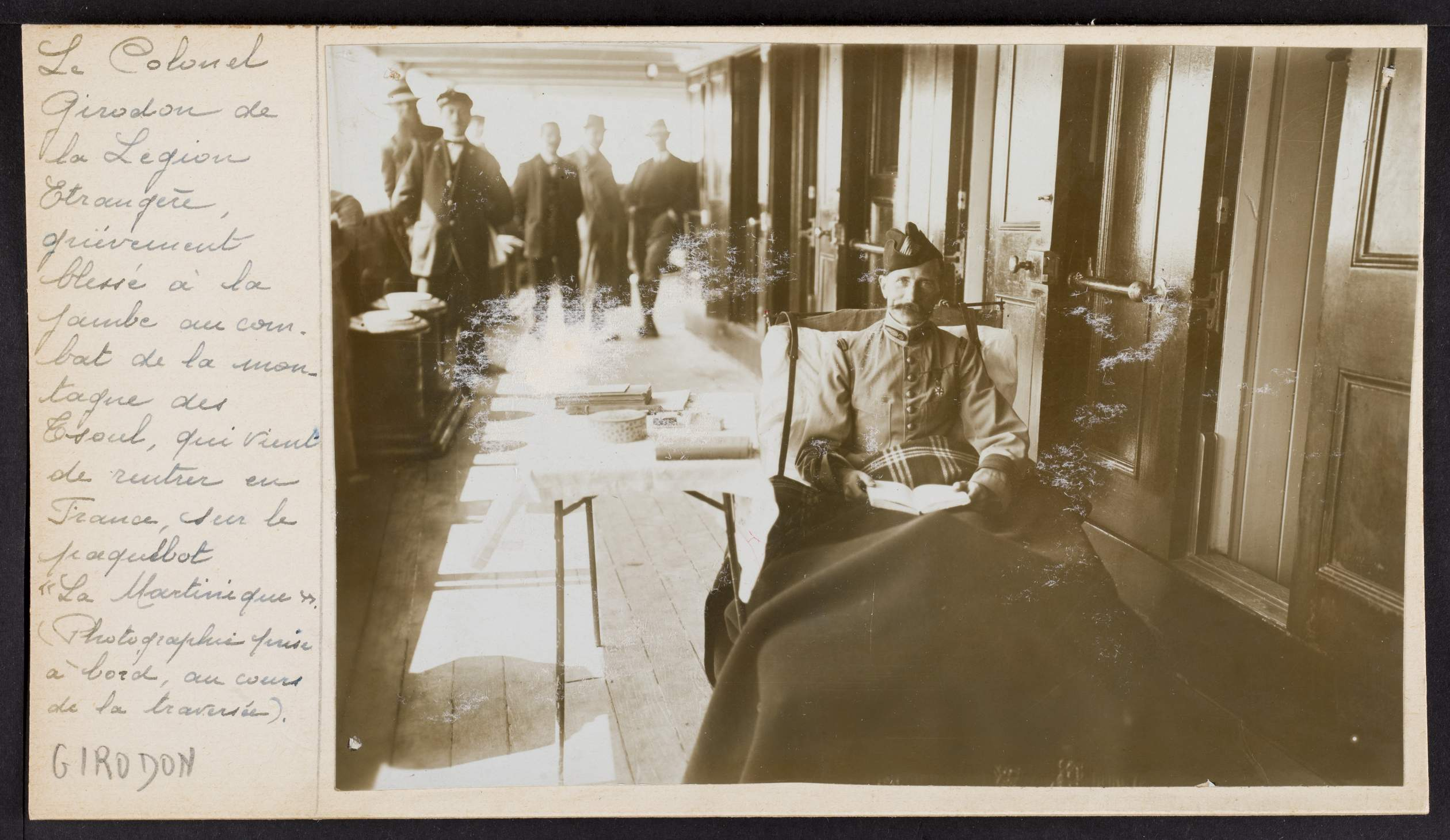
Le colonel Girodon de la légion étrangère, grièvement blessé à la jambe, rentre en France à bord du paquebot "La Martinique". Université de Caen.

- 1907 - 1908 : lieutenant-colonel Brulard[1]
- 1908 - 1909 : chef de bataillon Szarvas
- 1909 - 1912 : chef de bataillon Forey
- 1912 - 1913 : lieutenant-colonel Vandenberg
- 1913 - 1913 : chef de bataillon Denis-Laroque
- 1913 - 1915 : lieutenant-colonel Girodon
- 1915 - 1916 : lieutenant-colonel Corbières
- 1916 - 1916 : lieutenant-colonel Theveney
- 1916 - 1918 : lieutenant-colonel Tisseyre

## Sources et bibliographie
- Jean Brunon, Le livre d'or de la religion etrangere: (1831-1955), Charles-Lavauzelle, 1958 (OCLC 55437491).